# Topptjärnen (Undersåkers socken, Jämtland)
Topptjärnen är en sjö i Åre kommun i Jämtland och ingår i Indalsälvens huvudavrinningsområde.